# Bohdan Sienkiewicz

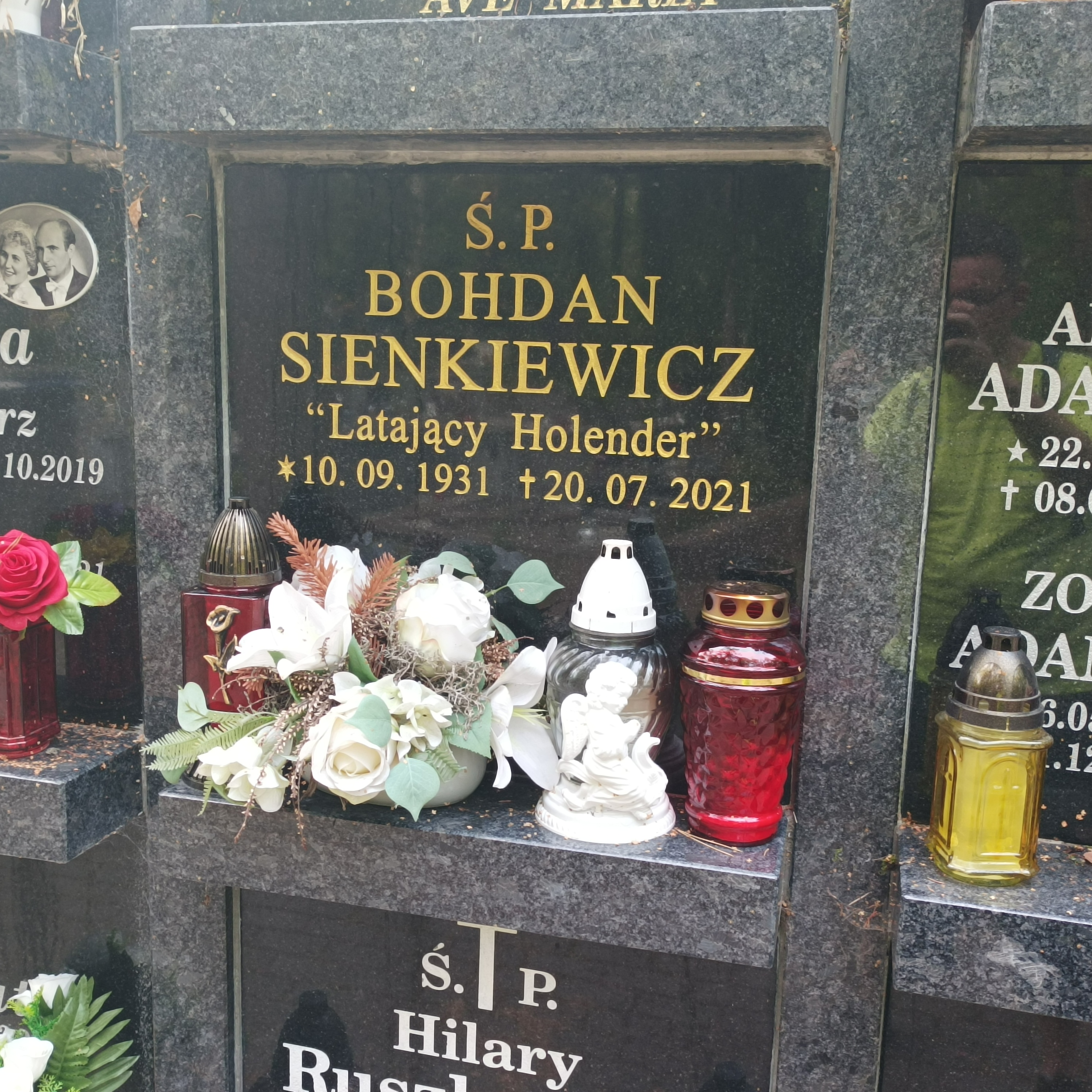
Grób Bohdana Sienkiewicza na cmentarzu Witomińskim w Gdyni

Bohdan Sienkiewicz (ur. 10 września 1931 w Stolinie, zm. 20 lipca 2021 w Gdyni) – polski dziennikarz, marynista, popularyzator edukacji morskiej i wychowania morskiego młodzieży. Twórca i redaktor programów telewizyjnych, m.in. Latającego Holendra i Dookoła świata.

## Życiorys
Urodził się na Polesiu jako syn Włodzimierza i Aleksandry. Po II wojnie światowej jego rodzina przeniosła się do Wielkopolski. Maturę zdał w Lesznie w 1951, po czym rozpoczął studia na Wydziale Morskim Wyższej Szkoły Handlu Morskiego w Sopocie, specjalizując się w zakresie żeglugi morskiej. Tytuł zawodowy magistra ekonomiki transportu morskiego uzyskał już w tamtejszej Wyższej Szkole Ekonomicznej w 1956. W latach 1971–1976 studiował w Wyższej Szkole Filmowej Teatralnej i Telewizyjnej w Łodzi; jego film dyplomowy 80 dni na Darze Pomorza był poświęcony udziałowi tej fregaty w uroczystościach dwusetlecia Stanów Zjednoczonych. Z Gdynią związał się na stałe, redagując od 1960 miesięcznik „Polish Maritime News”. W latach 1965–1977 kierował ośrodkiem telewizyjnym w Gdańsku, później do 1981 był korespondentem Polskiego Radia i TVP w Afryce. W 1967 stworzył z redaktorami Jerzym Micińskim, Stanisławem Ludwigiem oraz kapitanem żeglugi wielkiej Wojciechem Zaczkiem i komandorem Rafałem Witkowskim Latającego Holendra, telewizyjny program wychowania morskiego, który ukazywał się na antenie TVP ponad 25 lat (do 1993). Był także autorem serii filmów poświęconych oraz kilkuset programów podróżniczych z cyklu Dookoła świata.
W 1988 wziął udział w słynnym wokółziemskim rejsie „Daru Młodzieży”, który zaowocował pokonaniem przylądka Horn. Pisał m.in. do magazynu „Wiatr” i „Portalu Morskiego”. Wchodził w skład rady programowej Polskiej Fundacji Morskiej. Działał w Bractwie Kaphornowców.
Pochowany w kolumbarium na cmentarzu Witomińskim w Gdyni (kwatera 92/5/5).
W 2025 odsłonięto jego tablicę w Alei Żeglarstwa Polskiego w Gdyni.

## Odznaczenia i wyróżnienia
Ordery i odznaczenia
- Krzyż Oficerski Orderu Odrodzenia Polski (2011)[11]
- Krzyż Kawalerski Orderu Odrodzenia Polski
- Złoty Krzyż Zasługi
- Medal Komisji Edukacji Narodowej
- Złota odznaka honorowa „Zasłużony Pracownik Morza”

Nagrody i wyróżnienia
- Doroczna nagroda przyznawana przez przewodniczącego Komitetu ds. Radia i Telewizji za najlepszy program
- Nagroda Klubu Marynistów Polskich
- Nagroda Klubu Publicystów Morskich
- Nagroda Conrady – Indywidualności Morskie (2011)[12]
- Medal Księcia Mściwoja II (2012)[13]
- Nagroda Specjalna im. Kapitana Leszka Wiktorowicza (2014)[3]
- Tytuł Pomorskiego Popularyzatora Żeglarstwa 50-lecia Pomorskiego Związku Żeglarskiego (2016)[3]